# Cynthia Vescan
Cynthia Vanessa Vescan (* 7. Februar 1992 in Straßburg) ist eine französische Ringerin rumänischer Abstammung.
Vescan nahm als einzige französische Ringerin an den Olympischen Spielen 2012 in London teil, schied aber bereits in ihrem Auftaktkampf gegen Swetlana Sajenko aus. Im April 2016 gewann sie ein Qualifikationsturnier in Ulaanbaatar für die Olympischen Spiele 2016 in Rio de Janeiro. Dort ging sie im Freistil in der Klasse bis 75 kg an den Start und erhielt für die erste Runde ein Freilos. Im Achtelfinale – ihrem Auftaktkampf – schied sie gegen die Belarussin Wassilissa Marsaljuk aus.
Bei den Europameisterschaften 2018 im dagestanischen Kaspijsk unterlag Vescan in der Klasse bis 72 kg zunächst der späteren Europameisterin Jenny Fransson aus Schweden. Durch den anschließenden Sieg gegen die Türkin Beste Altuğ gewann Vescan die Bronzemedaille.